# Luis Concha Córdoba
Luis Concha Córdoba (ur. 7 listopada 1891 w Bogocie, zm. 18 września 1975 w Bogocie), kolumbijski duchowny katolicki, kardynał, arcybiskup Bogoty. 

## Życiorys
Święcenia kapłańskie przyjął 28 października 1916 roku w Bogocie z rąk arcybiskupa Bogoty Bernardo Herrera Restrepo. 13 lipca 1935 roku papież Pius XI mianował go biskupem Manizales, sakrę biskupią przyjął 30 listopada 1935 roku w bazylice archikatedralnej prymasów Kolumbii w Bogocie z rąk Ismael Perdomo Borrero arcybiskupa Bogoty. 10 maja 1954 roku Pius XII podniósł go do godności arcybiskupiej. 18 maja 1959 roku przeniesiony na stolicę metropolitalną i prymasowską w Bogocie, a 19 maja 1959 roku mianowany także biskupem polowym. Na konsystorzu 16 stycznia 1961 roku Jan XXIII wyniósł go do godności kardynalskiej z tytułem prezbitera Santa Maria Nuova. Brał udział w obradach Soboru Watykańskiego II. Uczestnik konklawe z roku 1963. 29 lipca 1972 roku  złożył rezygnację z dalszych rządów w archidiecezji Bogota i ordynariatu polowego w związku z osiągnięciem wieku emerytalnego. Zmarł w szpitalu w Bogocie i pochowano go w metropolitalnej archikatedrze w Bogocie. 